# امام (زنجان)
امام (زنجان)، روستایی از توابع  شهرستان زنجان در استان زنجان ایران است. این روستا در واقع جزئی از روستاهای منطقه طارم می باشد .
این روستا دارای آب و هوای کوهستانی می باشد 

## جمعیت
این روستا در دهستان بناب قرار دارد و براساس سرشماری مرکز آمار ایران در سال ۱۳۸۵، جمعیت آن ۵۲۵ نفر (۱۰۱ خانوار) بوده‌است.